# لیشتارت
لیشتارت (به لاتین: Lichtaart) یک منطقهٔ مسکونی در بلژیک است که در کسترله واقع شده‌است. لیشتارت ۲۵ کیلومتر مربع مساحت و ۴٬۲۲۹ نفر جمعیت دارد.